# Маріка сейшельська
Ма́ріка сейшельська (Cinnyris dussumieri) — вид горобцеподібних птахів родини нектаркових (Nectariniidae). Ендемік Сейшельських Островів. Вид названий на честь французького мандроівника і колекціонера Жана-Жака Дюссюмьє.

## Опис

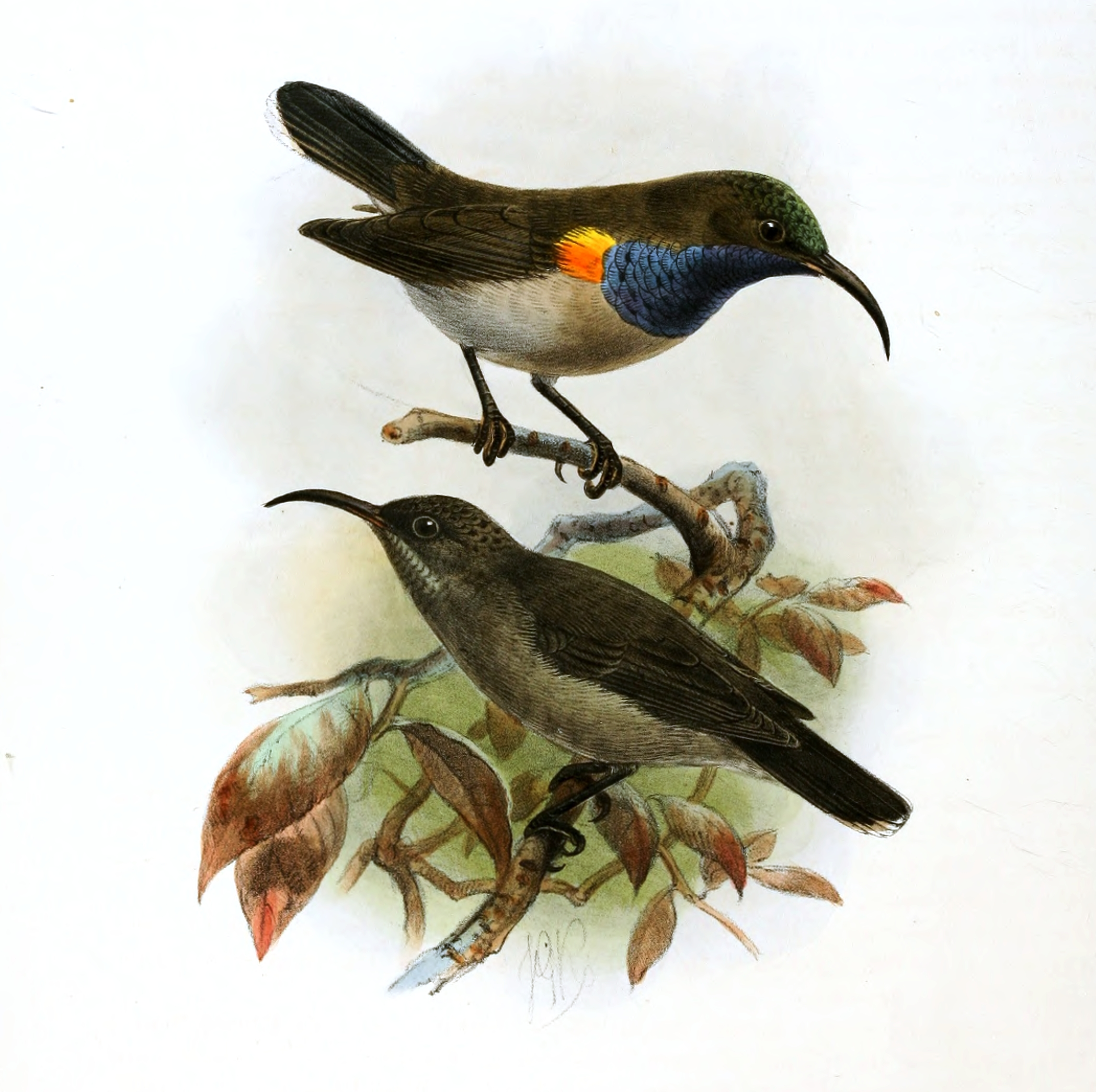
Сейшельські маріки

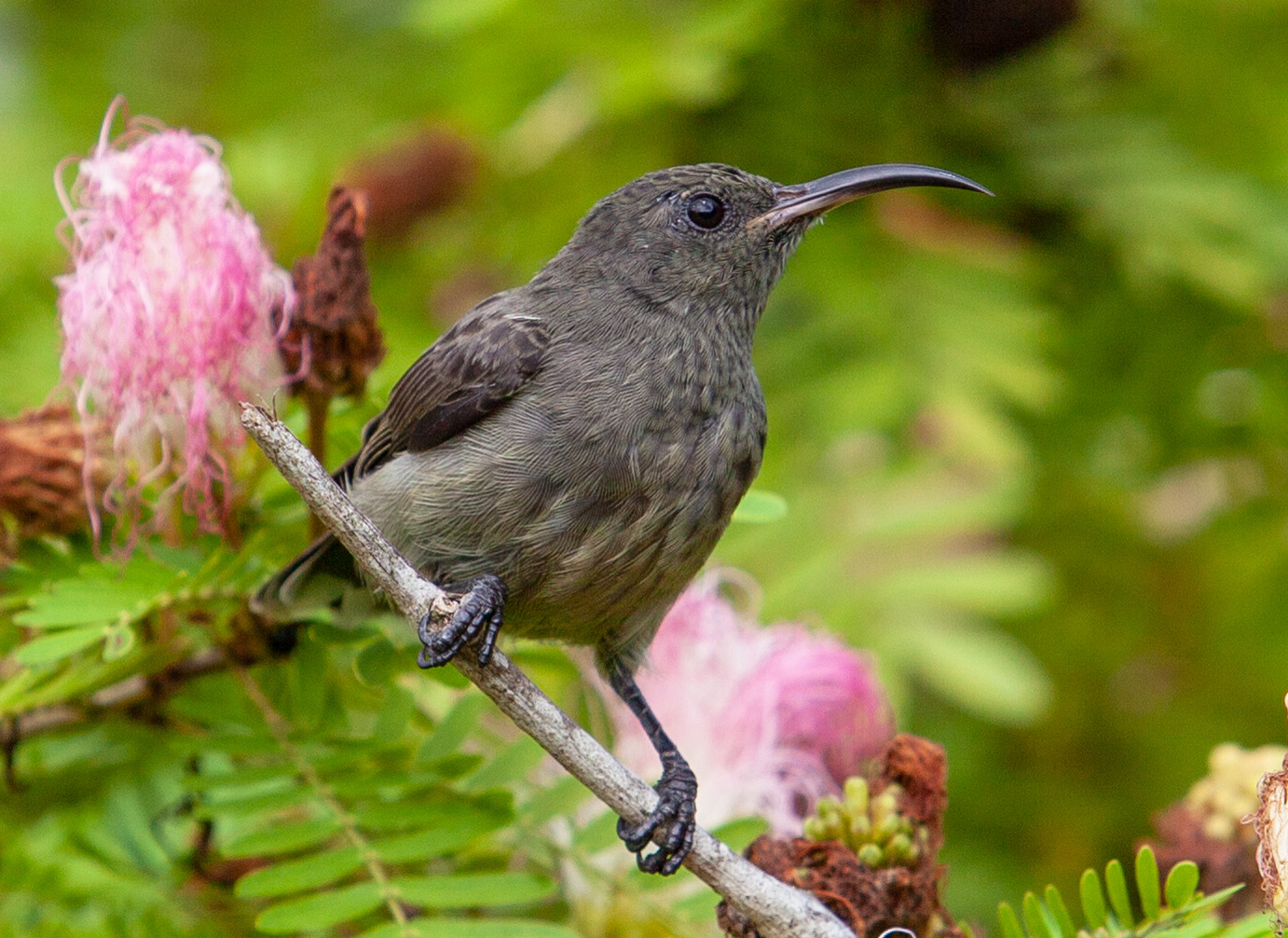
Самиця сейшельської маріки

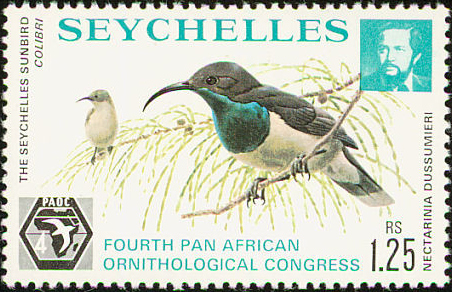
Пощтова марка із зображенням сейшельської маріки

Довжина птаха становить 11-12 см. Забарвлення переважно тьмяно-сіре. У самців голова і горло пурпурово-зелені, блискучі, нижня частина тіла коричнева, на боках жовті плямки. Дзьоб довгий, вигнутий. Лапи чорні. У самиць нижня частина тіла сірувата, жовті плямки відсутні.

## Поширення і екологія
Сешельські маріки живуть у вологих тропічних лісах і чагарникових заростях, на полях, пасовищах, в садах і на плантаціях. Зустрічаються на висоті до 900 м над рівнем моря. Живляться нектаром і комахами. Розмножуються протягом всього року, з піком у вересні-жовтні. В кладці 1 яйце.